# 大衛·佛利民

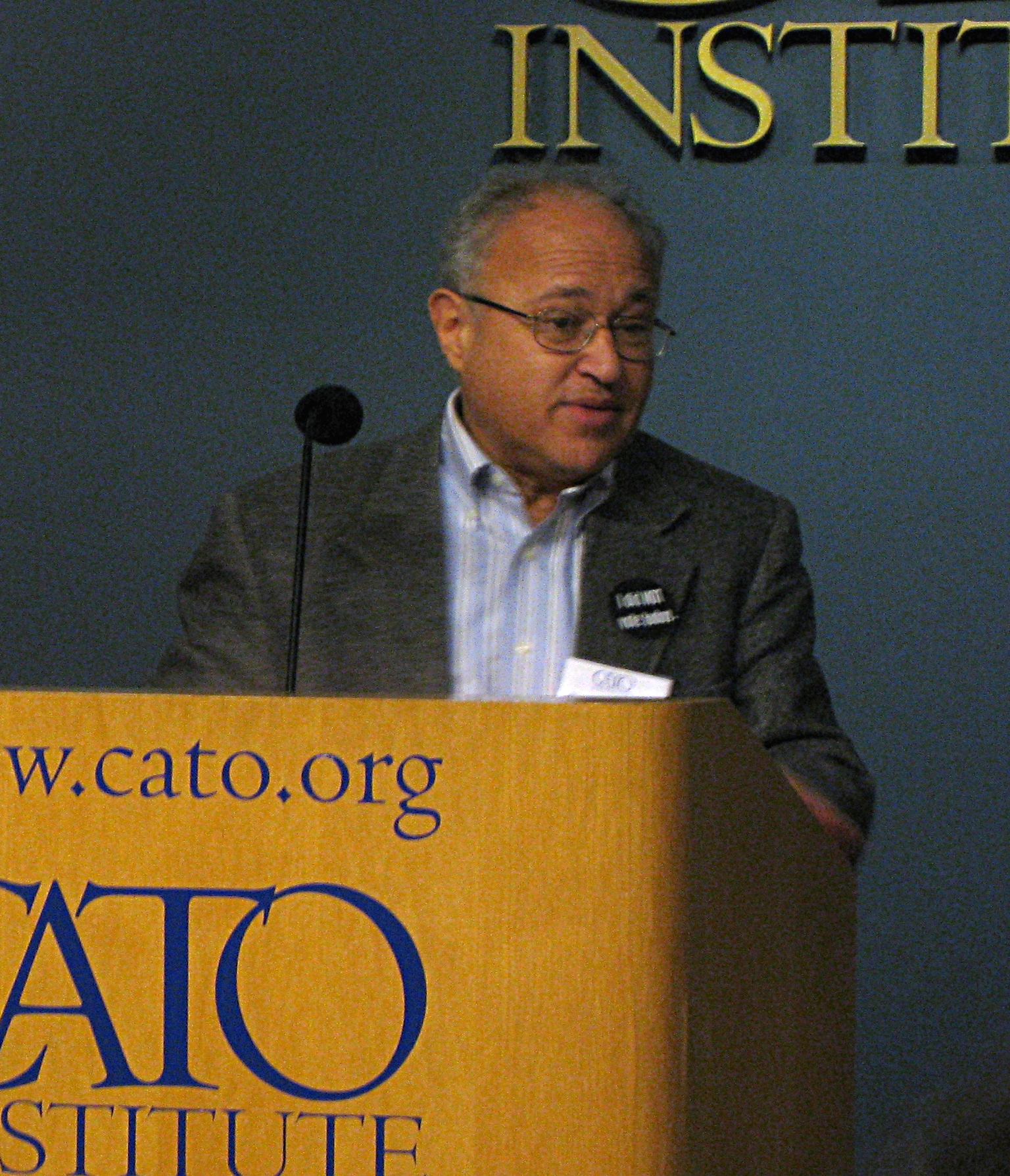
大衛·佛利民

大衛·迪雷克托·佛利民（英語：David Director Friedman，或翻译为大卫·弗里德曼，1945年2月12日—），諾貝爾經濟學獎得主米爾頓·佛利民之子，美国自由意志主義的思想家和經濟學家，是發展當代無政府資本主義最著名的代表人物之一，尤其是他在1973年所出版《自由的機制》（The Machinery of Freedom）一書。他也是Price Theory（1986）、Law's Order（2000）等書的作者。沃爾特·布洛克描述他為“自由市場無政府主義者”。

## 生平
1945年出生於學術背景濃厚的家庭，他是諾貝爾經濟學獎得主米爾頓·佛利民的兒子，母親露絲·佛利民也是經濟學家，他還有一名妹妹珍妮特，而舅舅Aaron Director則是法學教授。大衛的長子派翠·佛利民也寫下許多有關自由意志主義的文章，尤其是在海域產權的領域上。大衛·佛利民從芝加哥大學取得物理學的博士學位，但日後則是以經濟學和政治理論出名，即使在學生時期從未修習過相關領域的課程。佛利民早年一直擔任經濟學的大學教授，不過目前則是在聖塔克拉拉大學（Santa Clara University）擔任法學教授，他也是Liberty雜誌的專欄作家。

## 思想
在《自由的機制》一書裡佛利民發展了另一種形式的無政府資本主義理論，也就是後果論式的實證路徑，以自由市場來提供各種的產品以及服務－包括法律系統在內。他所提出的理論與穆瑞·羅斯巴德的有所不同，因為羅斯巴德的假設是法律在無政府資本主義社會下會由參與爭議的各方協調達成。佛利民主張一種漸進主義的方式來達成無政府資本主義社會，透過逐漸民營化各種政府管制的領域，最後法律和社會秩序本身也會被民營化，而此種無政府主義是介於國家與無秩序之間的微妙狀態。

## 著作介紹
經濟學與法律的對話：將經濟學視為替代倫理學，指出法律是追求紛爭解決與定義產權的效率而非正義；至於經濟學如何加總方面效益方面，傾向阿爾弗雷德·馬歇爾的剩餘理論（同功利主義），認為帕雷托效率是是不切實際．
在制定法律的後果方面：主張法律難以改變經濟分配，但是良好定義的法律可以增加效率、因為可以避免競租的浪費．

## 學術以外的興趣
佛利民教授也是復古俱樂部（Society for Creative Anachronism）的終身成員之一，他在俱樂部的暱稱是Duke Cariadoc of the Bow。他在復古娛樂和歷史收藏哲學領域寫下的許多文章也相當知名，尤其是與中世紀中東有關的題材，他的文章被收集以Cariadoc's Miscellany為名出版。他和親自主持了Pennsic戰爭－到目前為止規模最龐大和為期最久的復古虛擬戰爭重現，在劇情裡他扮演中部王國的國王挑戰東部王國，東部王國則接受了他的挑戰。
他也是狂熱的科幻小說迷，還曾寫下一本幻想小說Harald（2006）。他還參與了魔獸世界遊戲。

## 著作

### 書籍
- 《自由的機制》 - The Machinery of Freedom, 1973
- Price Theory: An Intermediate Text, 1986
- Hidden Order: The Economics of Everyday Life, 1996
- 《經濟學與法律的對話》Law’s Order: What Economics Has to Do with Law and Why It Matters, 2000
- Harald, 2006
- Future Imperfect: Technology and Freedom in an Uncertain World, 2008

## 外部連結
- 個人網站（页面存档备份，存于）
- 個人的部落格（页面存档备份，存于）